# یویا ایواداته
یویا ایواداته (ژاپنی: 岩舘 侑哉؛ زادهٔ ۲۵ مهٔ ۱۹۸۵) یک بازیکن فوتبال اهل ژاپن است.
از باشگاه‌هایی که در آن بازی کرده‌است می‌توان به باشگاه فوتبال میتو هولیهوک و باشگاه فوتبال کاماتامار سان‌اوکی اشاره کرد.